# Langer Grundbach (Wilde Weißeritz)
Der Lange Grundbach ist ein linker Zufluss zur Wilden Weißeritz bei Klingenberg, Sachsen. Er durchfließt den Langen Grund.

## Verlauf
Der Lange Grundbach entspringt südöstlich von Neuklingenberg am Fuße der Neuklingenberger Höhe (476 m) auf der Gemarkung Colmnitz. In seinem Oberlauf fließt der Bach nach Nordosten auf die Gemarkung von Klingenberg. An der von Neuklingenberg herunterführenden Stiege wird der Bach von einem Wanderweg zur Talsperre Klingenberg überquert; die 2003 errichtete Holzbrücke wurde im Herbst 2016 wegen Baufälligkeit abgerissen. Anschließend nimmt der Bach östliche Richtung, in seinem Mittellauf wird er von 18 m hohen Streichholzbrücke überbrückt, über die der Höhenweg auf der alten Werkbahntrasse für den Talsperrenbau verläuft. Kurz vor seiner Mündung wird der Bach von der Straße An der Talsperre überquert. Nach einem knappen Kilometer mündet der Lange Grundbach zwischen dem Wasserwerk Klingenberg und der Hintermühle in die Wilde Weißeritz.
Der Bach fließt ausschließlich durch unbesiedeltes Gebiet und, mit Ausnahme des Mündungsbereichs, durch den Klingenberger Forst.